# Heta (slovo)
Heta je konvencionalno ime grčkog slova eta i nekoliko njegovih inačica kada se upotrebljavaju sa svojom originalnom funkcijom označavanja glasa /h/.

## Povijest
Slovo H nastalo je u grčkom od feničkog slova heth () koje je u početku označavalo suglasnik pa je heta bilo originalno ime. Italska pisma, a nakraju i latinica, preuzeli su slovo H od ovog grčkog načina upotrebe. Ipak, grčki su dijalekti postepeno gubili glas /h/. U jonskim narječjima, koji su izgubili glas /h/ jako rano, ime slova prirodno se promijenilo u eta i slovo se počelo rabiti za označavanje glasa /ɛː/. Ova je funkcija kasnije ušla u klasičnu ortografiju i proširila se tadašnjom Grčkom. 
Prema tradicionalnim je izvješćima eta inovacija pjesnika Simonida s Kee.
U narječjima koji su još imali /h/ u fonološkom sustavu, uključujući govor ranih Atenjana, slovo se nastavilo upotrebljavati sa suglasničkom funkcijom. Poput samoglasničke ete mogao se pojaviti u raznim inačicama u različitim varijantama alfabeta. Jedan je od njih i oblika kockaste brojke 8 slične originalnom feničkom znaku (), ali pojavljivali su se i drugi (, , , , , ).
Tijekom klasičnoga doba sve je više narječja prihvaćalo jonsku etu, ali mnogi su još imali suglasnik /h/ pa su imali probleme u razlikovanju dvaju simbola. Neka su narječja, uključujući i klasično atičko, jednostavno prestali označavati suglasnik /h/. U nekima (poput rodskog govora) isti se simbol rabio za obje funkcije. Ostali su razlikovali inačice znaka, primjerice u Delfima se  upotrebljavao za /h/, a H za samoglasnik. U kolonijama na jugu Italije (Heraclea Lucania i Taranto) nastao je novi oblik za /h/, .
Od ovoga su znaka kasniji grčki učenjaci razvili spiritus asper čime se glas /h/ označavao u standiziranoj poslijeklasičnoj politonskoj ortografiji grčkog.
Čini se da se u vrijeme koine grčkog još uvijek sjećalo stare suglasničke vrijednosti slova H, ime samoglasničkog η još se izgovaralo sa /h/ i pisalo se s oznakom spiritus asper, ali kasnija standardna ortografija zapisuje ga s oznakom spiritus lenis.
U vrijeme rimskog cara Klaudija, sredinom prvog stoljeća poslije Krista, latinski je nakratko posudio slovo oblika polovice slova H kao jedno od tzv. klaudijevskih slova. Označavao je glas zvan solus medius, to jest kratki zatvoreni samoglasnik po kvaliteti između i i u.
U modernim transkripcijama i izdanjima grčkih epigrafskih tekstova koji upotrebljavaju suglasničku hetu, u bilo kojem obliku, slovo se najčešće pojavljuje kao latinično h, i u latinici i na grčkom. Neki autori upotrebljavaju i oblik .

## Računalni kod
Unikod je ubacio heraklijsku hetu u verziju 5.1 iz travnja 2008. godine. Dostupno je malo i veliko slovo. Klaudijevsko slovo također ime svoj simbol.